# Kantarellmussling
Kantarellmussling (Plicaturopsis crispa) är en svampart som först beskrevs av Christiaan Hendrik Persoon, och fick sitt nu gällande namn av Derek Reid 1964. Kantarellmussling ingår i släktet Plicaturopsis, familjen Amylocorticiaceae, ordningen Amylocorticiales, klassen Agaricomycetes, divisionen basidiesvampar och riket svampar. Enligt Dyntaxa är släktet i stället Plicatura. Arten är reproducerande i Sverige. Inga underarter finns listade i Catalogue of Life.

## Habitat
Kantarellmusslingen återfinns framför allt i lövskog, särskilt bokskog och hassellundar. Den växer på barken på levande och liggande stammar av bland annat al, björk, bok, hassel, hägg och lind.